# Dominique Azzaro
Pour les articles homonymes, voir Azzaro.
Dominique Azzaro est un ancien boxeur français né le 11 février 1948 à Tunis.

## Carrière sportive
Évoluant dans la catégorie des poids légers en boxe amateur, il remporte deux fois le titre national en 1965 et 1967 et réussit à se qualifier pour les Jeux olympiques d'été de 1968 à Mexico mais perd dès le second tour face au Mexicain José Antonio Duran. Il passe dans les rangs professionnels l'année suivante et devient également champion de France des poids légers le 23 juin 1972 face à Jean-Pierre Le Jaouen. Azzaro échoue en revanche pour le titre européen contre l'Italien Antonio Puddu le 4 avril 1973. Il met un terme à sa carrière de boxeur professionnel en 1974 sur un bilan de 16 victoires, 6 défaites et 1 match nul.